# Lets basketbalteam (vrouwen)
Het Lets nationaal basketbalteam is een team van basketballers dat Letland vertegenwoordigt in internationale wedstrijden. Latvijas Basketbola savienība (de Letse basketbalbond) is verantwoordelijk voor dit nationale team. 
Letland maakte deel uit van de Sovjet-Unie en leverde met Uļjana Semjonova een belangrijk deel aan de vele overwinningen van de Sovjet-Unie op internationale toernooien. Na het uiteenvallen van de Sovjet-Unie schreef Letland zich in 1992 in bij de FIBA. Het Lets team zou negen maal meedoen aan de Eurobasket vrouwen, met als beste resultaat 4e in 2007. Een keer kwam Letland uit op het Wereldkampioenschap met als resultaat een 13e plek. Een keer kwam Letland uit op de Olympische Spelen met als resultaat een 9e plek.

## Letland tijdens internationale toernooien

### Wereldkampioenschap basketbal
- Wereldkampioenschap basketbal vrouwen 2018: 13e

### Eurobasket
- Europees kampioenschap basketbal vrouwen 1999: 9e
- Europees kampioenschap basketbal vrouwen 2005: 6e
- Europees kampioenschap basketbal vrouwen 2007: 4e
- Europees kampioenschap basketbal vrouwen 2009: 7e
- Europees kampioenschap basketbal vrouwen 2011: 8e
- Europees kampioenschap basketbal vrouwen 2013: 15e
- Europees kampioenschap basketbal vrouwen 2015: 13e
- Europees kampioenschap basketbal vrouwen 2017: 6e
- Europees kampioenschap basketbal vrouwen 2019: 11e

### Olympische Spelen
- Olympische Spelen 2008: 9e